# Daniel Musiol
Daniel Musiol (Cottbus, Brandenburg, 27 de març de 1983) és un ciclista alemany, professional des del 2005 al 2009.

## Palmarès
- 2003
  - Vencedor d'una etapa del Tour de Guadalupe
- 2008
  - 1r a la Classificació de la muntanya a la Volta a Alemanya